# Herbie Fields
 (octobre 2022).
Si vous disposez d'ouvrages ou d'articles de référence ou si vous connaissez des sites web de qualité traitant du thème abordé ici, merci de compléter l'article en donnant les références utiles à sa vérifiabilité et en les liant à la section « Notes et références ».
Pour les articles homonymes, voir Fields.
Herbie Fields est un saxophoniste, clarinettiste et chef d'orchestre de jazz américain.

## Biographie
Dans les années 1940-50 il dirige plusieurs formations (big bands, combos) de jazz et/ou de rhythm and blues. On peut entendre dans ses divers orchestres des musiciens tels que Miles Davis, Bill Evans, Neal Hefti, Serge Chaloff, Frank Rosolino,  Jimmy Nottingham, Ed Burt, Bernie Glow, Manny Albam, Al Klink, Marty Napoleon,... En 1950, il a été pendant 3 mois, l'accompagnateur, avec une de ses formations, de Billie Holiday
Herbie Fields a, pendant un temps, remplacé Earl Bostic dans le big band de Lionel Hampton.
Retiré de la musique pour diriger un restaurant à Miami, il se suicide (overdose de somnifères) en 1958.